# Nemoria viridaria
Nemoria viridaria là một loài bướm đêm trong họ Geometridae.